# Club Deportivo Málaga
El Club Deportivo Málaga fue un club de fútbol disuelto en 1992.
Denominado Club Deportivo Málaga desde 1941, se fundó en 1933 con el nombre de Club Deportivo Malacitano, tras la unión de los entonces equipos más representativos de la ciudad, y rivales entre sí: el Fútbol Club Malagueño y el Málaga Sport Club. 
Dicha institución quedó liquidada en el verano de 1992 tras no solucionarse diversos problemas de insolvencia. El Club Atlético Malagueño, que había sido fundado como filial del C.D. Málaga en 1948 pero que se desvinculó del C.D. Málaga en 1959, y, por lo tanto, poseía un número de registro independiente en la Federación Española de Fútbol, se convirtió en el actual Málaga Club de Fútbol.   

## Historia

### Club Deportivo Malacitano
El Club Deportivo Malacitano nace el 22 de marzo de 1933.

### El Club Deportivo Malacitano cambia de denominación

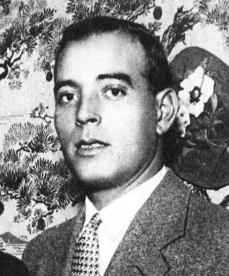
Ricardo Zamora, entrenador del Málaga desde 1949 a 1951, fue el encargado de dirigir al equipo en su estreno en Primera División.

El 19 de julio de 1941, el vicepresidente del club, José Soriano Alba, propuso el cambio de denominación de Club Deportivo Malacitano a Club Deportivo Málaga. 
El Estadio La Rosaleda, debido a  unas lluvias torrenciales, tuvo que ser utilizado por primera vez el 13 de abril de 1941, con un partido de la Copa del Generalísimo entre el CD Malacitano y la AD Ferroviaria de Madrid. No obstante, la inauguración "oficial" se produjo el 14 de septiembre de 1941, con un partido amistoso entre el CD Málaga y el Sevilla FC. En este partido, el CD Málaga además de Estadio, también estrenaba nombre, pues su denominación anterior era CD Malacitano. El saque de honor del partido inaugural correspondió a Lourdes Alonso, hija del entonces alcalde malagueño Pedro Luis Alonso.
En 1948, el C.D. Málaga compraría los derechos federativos al Club Deportivo Santo Tomás para convertirlo en su filial, bajo el nombre de Club Atlético Malagueño.
En la temporada 1949/50, el Málaga ascendió por primera vez en su historia a Primera División. De la mano del presidente Miguel Navarro Nogueroles y el entrenador Luis Urquiri, el club logró su ascenso en la última jornada de la temporada 1948/49, finalizando la misma en segunda posición solo por detrás del líder Real Sociedad, y gracias a la positiva diferencia de goles con el Granada CF, que permaneció en Segunda División. Uno de los jugadores más notables fue el goleador Pedro Bazán, máximo anotador del equipo y de la categoría, y quién previamente había conseguido proezas como la de marcar 9 goles en un mismo partido contra el Hércules CF.
En esta primera etapa en Primera División, el Málaga permaneció por dos temporadas consecutivas en la élite del fútbol español, con el mítico exjugador Ricardo Zamora ocupando el banquillo de La Rosaleda. El primer descenso a Segunda División vino al final de la temporada 1950/51, habiendo faltado únicamente un punto para poder conseguir la permanencia matemática en la categoría y viéndose obligado el equipo a disputar una liguilla en la que acabó en tercera posición, lo cual no sirvió tampoco para mantener la categoría. En los años inmediatamente posteriores, el Málaga consiguió dos nuevos ascensos a Primera División en las temporadas 1951/52 y 1953/54, sólo para encontrar nuevos descensos a Segunda División al término de las temporadas 1952/53 y 1954/55, con estancias de una única temporada en cada una de estas dos etapas en la élite.
Aun así, la temporada 1952/53, y cuya segunda vuelta fue dirigida en el banquillo por el célebre entrenador argentino Helenio Herrera, fue remarcable por la histórica y abultada goleada que el Málaga consiguió endosarle al Real Madrid en La Rosaleda, en un partido que terminó con el resultado de Málaga 6 - Real Madrid 0, y que a día de hoy sigue siendo el más amplio resultado que el club malaguista ha materializado frente a este equipo. En aquella misma temporada, el Málaga también logró imponerse a domicilio por primera vez al Club Atlético de Madrid, que entonces jugaba en el viejo y desaparecido Estadio Metropolitano, en un partido que paradójicamente propició el cese de Helenio Herrera en el banquillo colchonero y posterior fichaje del mismo por el Málaga.
Los posteriores no fueron años afortunados para el Málaga. En 1956, la expedición malaguista sufrió un accidente aéreo en el aeropuerto de Tenerife; afortunadamente sin consecuencias. Y en 1959, el club sufrió un nuevo descenso a la Tercera División, trece años después de haber emigrado de la misma por última vez. Fue entonces, durante la temporada 1959/60 cuando el C.A. Malagueño y C.D. Málaga se iban a encontrar juntos en la Tercera División de España. Como filial el C.A. Malagueño debería haber sido descendido. Para evitar esto, separaron ambos clubes en la Federación, pudiendo así evitar el descenso.
En 1961, se celebró la I edición del Trofeo Internacional Costa del Sol, organizado por el C.D. Málaga, en cuya final se impuso el Athletic de Bilbao al Sevilla Fútbol Club por cuatro goles a cero. Participaron también en dicha edición el equipo francés del Olimpique de Niza y el austriaco del SC Wiener Neustadt. El Málaga empezó a disputar el torneo veraniego a partir de la siguiente edición, en 1962, y consiguió su primer trofeo en 1963 al imponerse al Real Madrid por dos goles a uno. Para los aficionados malaguistas supuso la oportunidad de ver a grandes equipos y a estrellas de categoría mundial jugando en La Rosaleda, como el SL Benfica de Eusébio en la edición de 1966 o el Santos FC capitaneado por Pelé en 1967.

### El quinquenio de oro y la década de los setenta
Después de varios ascensos a Primera División en toda la década de los sesenta, que acababan en descensos inmediatos tras una estancia de solamente una o dos temporadas en la máxima categoría, el Málaga consiguió un nuevo ascenso a Primera División en la temporada 1969/70, bajo la presidencia de Antonio Rodríguez López y las labores en el banquillo de Jenő Kálmár, que marcó historia por ser el comienzo de una de las andaduras malaguistas más largas en la máxima categoría, con cinco temporadas consecutivas en la misma. Desgraciadamente, el presidente Antonio Rodríguez López fue asesinado en extrañas circunstancias en 1971, y fue reemplazado por Rafael Serrano Carvajal que ocupó la presidencia la mayor parte de esta fructífera etapa en Primera División.

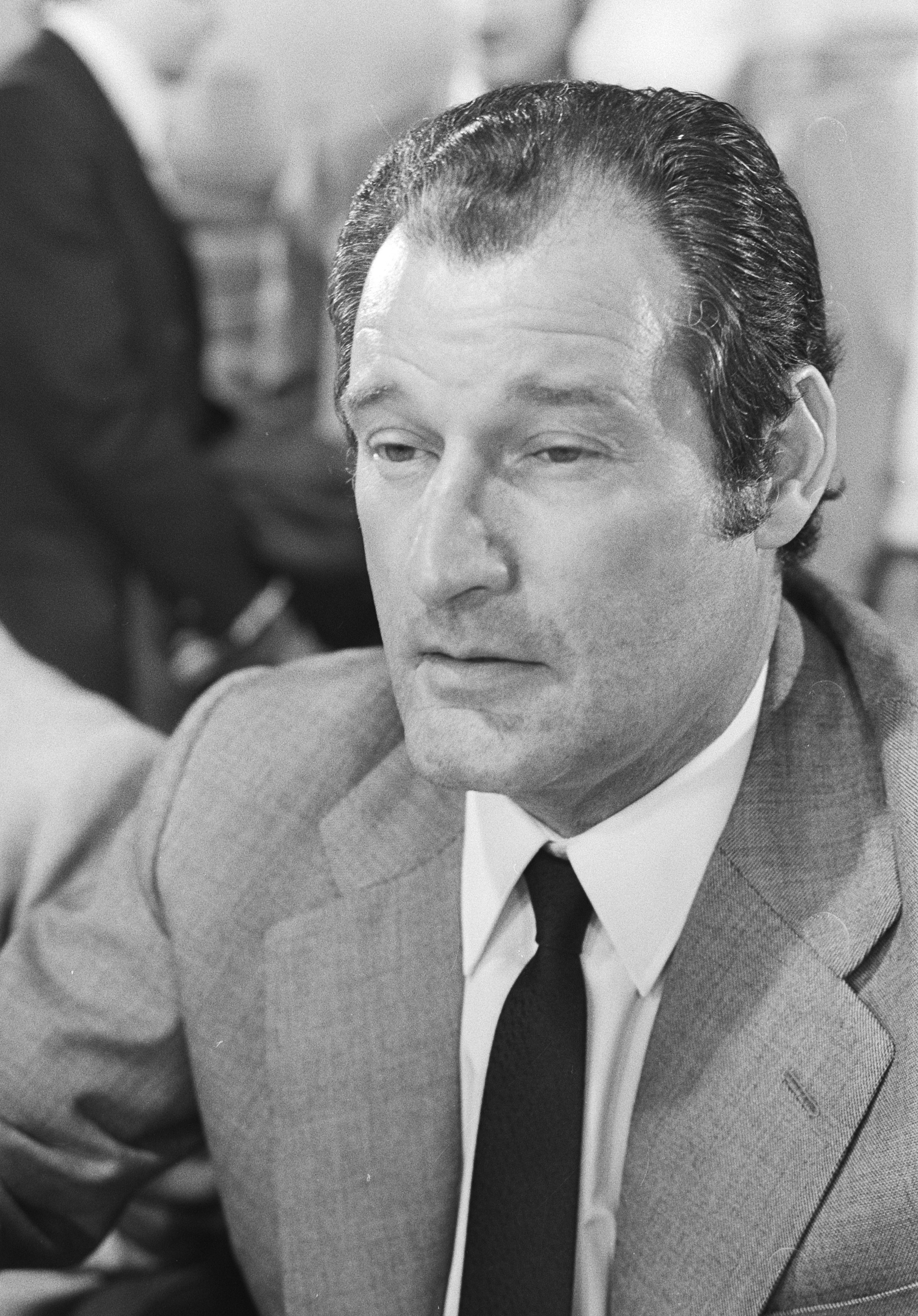
Marcel Domingo, entrenador entre 1972 y 1974 y cuyas desavenencias con Viberti propiciaron su salida del club, y con ello el del quinquenio de oro.

Con destacados jugadores como Migueli, Sebastián Viberti, Juan Antonio Deusto y José Díaz Macías, el club consiguió en estos años consecutivos en la élite algunos de sus mejores logros hasta el día de hoy, como dos séptimos puestos (las mejores clasificaciones en su historia en Primera División) en las temporadas  1971/72 y  1973/74, un premio Ricardo Zamora (el único en las vitrinas del club) en la temporada 1971/72 conseguido por el portero Deusto, y la mejor participación en la historia del conjunto malaguista en la Copa del Rey, alcanzando las semifinales en la temporada  1972/73 y quedando a un solo paso de alcanzar la final tras ser eliminado por el Athletic Club de Bilbao. También se logró un histórico primer triunfo del Málaga en el Camp Nou, venciendo al FC Barcelona por el resultado de Barcelona 0 - Málaga 1 en la última jornada de la temporada 1971/72. Por otra parte, en 1973 fue instaurado el himno oficial del club a día de hoy, Málaga, La Bombonera.
Después de una salida polémica de Viberti del club al finalizar la temporada 1973/74, los considerados como años dorados acabaron con un nuevo descenso a Segunda División en la temporada 1974/75 y debido al mero hecho de haber perdido la diferencia particular de goles con el Granada CF. Lo que siguió a continuación de esa misma década, con juntas directivas presididas por José Ibáñez Narváez primero y Federico Brinkmann después, fue una pobre actuación del equipo malaguista que ya había dejado atrás lo conocido popularmente como el quinquenio de oro, con un par de ascensos a la máxima categoría en 1976 y 1979 (este último logrado con el regreso de Viberti, que ocupó el banquillo en tándem con su antaño entrenador Jenő Kálmár) que acabaron en sendos regresos inmediatos a segunda división en 1977 y 1980 tras dos desastrosas temporadas en las que el equipo finalizó en ambos casos como colista de la categoría.
En la temporada 1979/80, en concreto, tuvieron lugar además hechos tan polémicos como una incomparecencia del club en un partido contra la AD Almería que debía disputarse en El Mirador de Algeciras debido a la clausura de La Rosaleda por incidentes en un partido anterior contra el Rayo Vallecano, así como una denuncia de amaño de un partido contra la UD Salamanca que acabó con resultado de 0-3 a favor de los salmantinos y que al final acabó siendo desestimada por falta de pruebas fehacientes del hecho.

### Los primeros años ochenta: el Málaga de los canteranos
Una transitoria temporada 1980/81 en la categoría de plata, con la presencia de Abdallah Ben Barek en el banquillo malaguista, supondría la puesta de cimientos de lo que se avecinaría más adelante. En la temporada 1980/81, Antonio Pérez-Gascón Cobos, directivo que había formado parte de la junta del anterior presidente, accede a la presidencia, y con el llega al banquillo Antonio Fernández Benítez. El exjugador malagueño de origen alicantino llevaba varios años entrenando en el filial y fue absoluto continuador de la premisa pro-canterana de la plantilla que ya venía teniendo lugar con anteriores entrenadores ante la situación económica tan apretada que atraviesa el club, especialmente afectada por la remodelación del Estadio La Rosaleda de cara a la celebración de encuentros oficiales de la Copa Mundial de Fútbol de 1982 en el estadio, cuyo coste fue asumido íntegramente por el club malagueño por su condición de propietario del recinto.
Con un elenco de destacados jugadores procedentes del Atlético Malagueño como Fernando Peralta, Popo, Canillas, Recio, Dany Mariscal, José, los hermanos Antonio Hierro y Manolo Hierro y los también hermanos Nacho y Juan Carlos Pérez Frías, el Málaga de Antonio Benítez realizó una gran temporada que le valió el ascenso a Primera División en 1982 como tercer clasificado, retornando a la máxima categoría dos años después con un equipo que, con la excepción de algunas incorporaciones aisladas como el argentino-alemán Regenhardt, heredaba de manera íntegra la base del equipo del ascenso y mantenía contrastadas premisas de austeridad económica ante la difícil tarea de mantener la categoría y no volver a descender a Segunda a las primeras de cambio, pues la permanencia en la máxima categoría era esencial para poder sanear las cuentas del club.
El equipo logró mantener satisfactoriamente la categoría en la temporada 1982/83, en una temporada sin grandes alardes que finalizó con el Málaga en décima posición. Nada hacía presagiar que en la temporada 1983/84 esa misma plantilla, sin excesivos cambios en la misma, podría llegar a tener un rendimiento tan diferente y cuanto menos superior. En aquella temporada el equipo hizo una sensacional primera vuelta con un promedio de puntos digno de ocupar puestos que permitían la disputa de la Copa de la UEFA, consiguiendo goleadas apabullantes contra equipos de la zona alta como un Málaga 6 Real Madrid 2 (tres décadas después del 6-0 de 1953) y un Málaga 5 Atlético de Madrid 1 y llegando incluso el Málaga a coliderar la clasificación hasta en dos ocasiones. Esta excelente primera vuelta sin embargo no tuvo continuidad en la segunda parte del campeonato, donde el equipo mostró un rendimiento inferior y obtuvo un rendimiento de puntos que, lejos de permitirle disputar una competición europea por primera vez en su historia, le emplazó en una novena posición final que nuevamente suponía una satisfactoria permanencia en la élite.
En la temporada 1984/85, sin embargo, el resultado final no sería tan propicio para el club. Aunque la primera vuelta tuvo nuevamente unos buenos números, en la segunda vuelta el desinfle del equipo fue mucho mayor que en la anterior, hasta el punto de que no fue capaz de sumar más que una sola victoria en toda la segunda parte del campeonato. Con un bagaje goleador escaso y una tendencia muy acusada a la consecución de empates como única forma de suma de puntos frente a las derrotas, el Málaga llega a la última jornada tras 11 partidos sin ganar y con una situación que a priori no le era desventajosa. Con los descensos matemáticos ya certificados de Real Murcia y Elche CF, en la jornada 34 sólo quedaba una plaza de descenso vacante y el Málaga tenía a dos equipos a igualdad de puntos pero que a efectos de promedio de goles a favor y en contra se encontraban por debajo en la clasificación, el Hércules CF y el Real Valladolid, siendo el equipo alicantino el que, al tener peor diferencia, ocupaba la última plaza de descenso.

Once titular del Málaga el 11 de septiembre de 1983, día de la histórica victoria por seis goles a dos frente al Real Madrid.

El 21 de abril de 1985, el Málaga se enfrentaba al Real Betis en La Rosaleda, que con un punto más que los malaguistas se encontraba un puesto por encima en la clasificación y todavía no había asegurado su permanencia matemática. Se daba además el hecho de que, en esa última jornada, el Hércules y el Valladolid tenían visitas complicadas al Estadio Santiago Bernabéu y al Estadio Ramón Sánchez Pizjuán respectivamente, por lo que, asumiendo que no se daría el hecho de que ambos equipos consiguiesen resultados victoriosos en esos feudos, al Málaga le bastaría un empate con los sevillanos para eludir el descenso. Intencionada o inintencionadamente, el Málaga empató a uno con el Betis. Pero a en los otros partidos que se jugaban a la misma hora, el Hércules lograba ganar 0-1 al Real Madrid y el Valladolid haría lo mismo con el Sevilla por 0-2. Sin tiempo de reacción ante estos sorprendentes resultados, el Málaga consumaba el que posiblemente sea uno de los descensos a Segunda división más dolorosos de su historia, tras una catastrófica segunda vuelta y un exceso de confianza en un último partido ante su propio público con todo a su favor para haber logrado la permanencia un año más en la máxima categoría.

### Los últimos años ochenta: el Super Málaga
Con el club de vuelta en la Segunda División y manteniendo un balance económico maltrecho, se avecinaba una aciaga época para el club en la categoría de plata que había comenzado con el abandono de Pérez-Gascón de su cargo presidencial, ante las continuas muestras de reproche por parte de la afición malaguista que no le perdonaba al máximo mandatario el descenso de categoría. Le sucedería Eduardo Padilla, en un mandato que continuaría con las mismas directrices de austeridad económica que habían tenido sus predecesores, intentando solventar la situación con iniciativas como la introducción de publicidad en el frontal de la camiseta malaguista por primera vez en la historia, siendo el medio de prensa malagueño Diario SUR, cuyas oficinas se emplazaban precisamente enfrente del Estadio La Rosaleda, el que mostró mayor predisposición de aportar a la maltrecha economía del club mediante la firma de un contrato publicitario que emplazaba el logo corporativo del periódico en el frontal de la camiseta del Málaga.
En aquellos años de penuria económica con Eduardo Padilla en la presidencia, Antonio Benítez seguía al frente del banquillo, con un infructuoso periplo del argentino Antonio D'Accorso de por medio, y el Málaga nunca llegó a aspirar seriamente al regreso a la máxima categoría. Llegó a estar más cerca incluso de los puestos de descenso a la categoría entonces desconocida por el club, la Segunda División B, siendo especialmente complicada en ese sentido la temporada 1986/87 debido a la tragedia que se cirnió sobre la portería malaguista y que tuvo malas consecuencias en el rendimiento del equipo en la segunda vuelta. El 21 de diciembre de 1986, en un partido disputado en el Estadio de Balaídos ante el Celta de Vigo, el guardameta canterano José Antonio Gallardo sufrió un choque con el delantero brasileño Baltazar en un principio se recuperó satisfactoriamente, pero diecisiete días después del golpe cayó en estado de coma. Una semana después moría en Málaga, y para sustituirle hubo que recurrir a numerosos porteros entre los que se encontraba el veterano José Luis Burgueña, que ya había militado anteriormente en el club y que fue repescado ante la situación.
En los albores de la temporada 1987/88 llega a la presidencia del club el empresario benalmadense Francisco García Anaya. Su directiva aumenta el presupuesto del club dando paso a contratar al célebre ex-seleccionador Ladislao Kubala como técnico y veteranos jugadores de calidad y experiencia contrastada en Primera División como Juan Gómez "Juanito", Esteban Vigo (que regresaba al club tras una década de ausencia) Clemente Villaverde, Miguel Ángel Ruiz y el portero de la selección húngara József  Szendrei. La llegada de estos jugadores hace que prensa y aficionados comiencen a denominarlo "Super Málaga" llegándose a 15.000 socios duplicando los de la temporada anterior. Con esa gran plantilla, se logra el ascenso como campeón de la categoría el 17 de abril (cinco jornadas antes de la finalización del campeonato) y Kubala el récord porcentual histórico de victorias de un entrenador en el Málaga, con 60,61% de victorias en treinta y tres partidos.  Aun así, las diferencias de Kubala con la directiva provocaron que fuera destituido el mismo día que se consumó el ascenso matemático frente al Jerez. Su cargo fue ocupado en los últimos partidos por el entrenador del filial, Pepe Sánchez, y para la siguiente temporada en Primera su sustituto sería el exentrenador del Real Zaragoza, Luis Costa.
En la temporada 1988/89 esta tendencia continúa con la llegada de jugadores como John Lauridsen, Gustavo Matosas, Antonio Álvarez Giráldez y Francisco Pineda, con el propósito de mantener la categoría sin grandes apuros. Para intentar paliar las arcas del club, la directiva presidida por Anaya logra firmar un contrato de publicidad con la empresa francesa de telecomunicaciones Alcatel. Dicha empresa patrocinará durante dos años el trofeo que servía de presentación del equipo. Sin embargo, el transcurso del equipo en la primera vuelta de la temporada 1988/89, con Luis Costa al frente del banquillo, no resulta ser el esperado y el equipo se instala pronto en la zona peligrosa de la clasificación, rozando los puestos de promoción y descenso a Segunda División. Tras una derrota ante el Real Murcia en La Rosaleda al comienzo de la segunda vuelta y siete jornadas sin conocer la victoria, Luis Costa es destituido de su cargo y se decide que su puesto lo ocupe el hombre de la casa que tan bien había llevado al equipo en la etapa anterior del equipo en la máxima categoría, Antonio Benítez. Pocas semanas después, tras una marejada en el seno de la directiva, se produjo la dimisión del presidente García Anaya que fue sustituido por su vicepresidente José Pardo Requena. Con Benítez en el banquillo, el equipo logra mantener una dinámica algo más regular que la de su antecesor, y tras una ardua segunda vuelta el Málaga certifica de manera matemática la decimosexta posición de la tabla clasificatoria, la última que elude tanto el descenso a Segunda como la disputa de la promoción para salvaguardar la categoría.

### Las promociones y el descenso a Segunda B
La retirada del fútbol en activo del célebre jugador Juan Gómez "Juanito" en junio de 1989 sirvió como precedente destacado a una temporada 1989/90 en la que el club terminó en decimoséptima posición y se vio abocado a jugar una promoción de permanencia. El rival fue el RCD Español, que había descendido a Segunda la temporada anterior. El partido de ida en el Estadio de Sarriá se saldó con derrota por uno a cero. En el partido de vuelta en La Rosaleda, jugado el 16 de junio de 1990, el Málaga logró igualar la eliminatoria y forzar la prórroga con gol de José Antonio Rivas. En la tanda de penaltis, el portero malaguista Pedro Jaro realizó dos paradas que se vieron lastradas por los fallos de Rivas y del propio Jaro desde el punto de penalti. Tras varios lanzamientos en la muerte súbita, Villa falló otro lanzamiento, a lo que respondió el jugador del Español Albesa marcando el suyo y certificando el descenso del Málaga a Segunda División.
La temporada 1990/91 en la categoría de plata supuso un intento desesperado por ascender a Primera División manteniendo buena parte de la plantilla que había descendido y asumiendo riesgos más altos para la cada vez más maltrecha economía del club. El traspaso de Pedro Jaro al Real Madrid se compensó con la vuelta de Fernando Peralta desde el Sevilla F. C., fichaje que supuso un litigio por el impago del mismo que se unía a los problemas de la entidad con Hacienda. Tras la marcha de Antonio Benítez, Waldo Ramos fue el entrenador que empezó la temporada, pero fue destituido tras once jornadas por malos resultados y  sustituido en sus funciones por Abdallah Ben Barek. Con el franco marroquí en el banquillo el equipo realiza una buena segunda vuelta y a falta de dos jornadas logra certificar matemáticamente la disputa de la promoción de ascenso. El rival de Primera división en la promoción es el Cádiz C. F., que había finalizado la temporada en decimoctava posición. El partido de ida, disputado el 12 de junio de 1991 en La Rosaleda, acaba con el resultado de uno a cero a favor con gol de Esteban Vigo. En el partido de vuelta, disputado una semana después, el Cádiz iguala la eliminatoria con gol de José González y, como el año anterior, la promoción ha de decidirse en la prórroga primero y en los penaltis finalmente. En la tanda, tras el fallo de Raúl Procopio por el Cádiz, el Málaga acierta sus cuatro lanzamientos hasta que Antonio Mata erra el definitivo tras parada del exportero malaguista József Szendrei, que en la muerte súbita le detiene otro penalti a Emilio Pérez, privando al club de ascender a Primera División.
Tras el fracaso de la temporada anterior, el presidente José Toboso decide hacer cambios en el club para poder hacer frente a la delicada situación económica e impide que José Pardo regrese a la presidencia a pesar del carácter provisional de su marcha. La recaudación del traspaso de Antonio Mata al CD Tenerife sirve para evitar el descenso administrativo a Segunda División B a raíz de las denuncias interpuestas por dieciséis jugadores ante la AFE. Con una plantilla confeccionada sobre la base de jugadores canteranos del Club Atlético Malagueño, el equipo tiene un pésimo arranque liguero con dos partidos perdidos fuera de casa y una humillante derrota en La Rosaleda ante la Unió Esportiva Figueres por cero goles a cinco. José Luis Monreal sustituye a Ben Barek, pero no logra mejorar el rendimiento del equipo y es igualmente cesado tras quince partidos disputados. Es entonces cuando se decide echar mano del entrenador del filial, Nene Montero, que tampoco logra sacar al equipo de los puestos bajos de la clasificación. Los reiterados impagos en las nóminas propician el encierro de los jugadores en los vestuarios de La Rosaleda y una sentada de protesta previa al partido frente a la S.D. Compostela celebrado el 17 de mayo de 1992, que sentencia al equipo al descenso a Segunda División B a falta de una jornada para terminar la competición.
Los esfuerzos del club durante todo el año 1992 por acogerse al plan de saneamiento con el que la Liga de Fútbol Profesional pretendía salvaguardar a los clubes de fútbol españoles más endeudados habían sido inútiles. Acarreando una deuda total de 2.429 millones de pesetas y numerosos compromisos económicos a corto plazo, el capital social de 970 millones de pesetas que el club tenía que cubrir para poder convertirse en Sociedad Anónima Deportiva se antojaba demasiado alto, no fructificando la comisión ciudadana que el Ayuntamiento de Málaga había conformado con empresarios locales para intentar salvar al club. Al no culminarse satisfactoriamente el proceso de conversión en Sociedad Anónima Deportiva y con el agravante de encontrarse el club en Segunda División B, la directiva de José Toboso dimite en pleno en junio de 1992. Tras dos asambleas extraordinarias convocadas para la elección de un nuevo presidente que estuviese dispuesto a dirigir el club, el 27 de julio de 1992 la comisión gestora, con la presencia de cuarenta socios, quedó extinguida. 
El Club Atlético Malagueño se desvinculó del Club Deportivo Málaga en 1959, dejando de ser su filial. Esto se hizo para evitar su descenso administrativo tras el descenso del Club Deportivo Málaga a Tercera División, donde competía el Club Atlético Malagueño, ya que no se permitía jugar a los equipos filiales en la misma categoría que el primer equipo. Gracias a esa desvinculación entre ambas entidades, el Club Atlético Malagueño no fue liquidado con las marcas y propiedades del Club Deportivo Málaga en 1992, y pasó a ser el equipo representativo de Málaga, cambiando de nombre a Málaga Club de Fútbol en 1994.

## Escudo
El escudo era un escudo aguzado en la punta, en el centro del cual aparece una cinta blanquiazul con las iniciales del club (C. D. M.), y un balón de fútbol. Esta cinta que lo cruza de abajo arriba y de derecha a izquierda formando un ángulo de 45° divide al escudo en dos cuarteles: en el cuartel superior-izquierdo reproduce un grabado del Castillo de Gibralfaro, la ciudad de Málaga sobre la bahía de forma muy similar a como aparece en el escudo municipal (unas peñas cimadas de una villa acompañada de un puerto en lo bajo) en referencia a la ciudad donde está establecido el club; en el cuartel inferior-derecho aparece un campo azul cruzado por tres barras verticales blancas. La bordura del escudo es dorada. Las iniciales TM que aparecen en numerosas versiones del escudo, se refieren a la divisa dinástica Tanto monta, muy recurrente en la heráldica otorgada por los Reyes Católicos.

## Himno
El himno del C.D. Málaga es conocido entre los aficionados como Málaga, La Bombonera por su primera estrofa. Es oficial desde 1973, cuando fue elegido como himno para el club bajo la presidencia de Rafael Serrano Carvajal. La música es obra de Luis Posada y Borriño, mientras que la letra fue compuesta por Celada y Tenorio. A pesar del cambio de denominación, este himno continúa siendo el oficial para el nuevo Málaga C.F. gracias a los aficionados que siempre se han pronunciado a favor de mantener el clásico himno para el club en vez de otra versión más moderna.

## Estadio
El estadio del CD Málaga era La Rosaleda, que en 1992, año de desaparición del club, tenía una capacidad de 40.000 espectadores aproximadamente. Con anterioridad se utilizó un campo de fútbol en los Baños del Carmen, cuando aún el club se denominaba C. D. Malacitano.
El Málaga CF heredó el estadio, que fue remodelado y reinaugurado en 2006, quedando la capacidad reducida a 28.963 espectadores, ya que todas las localidades quedaron sentadas. En el verano del año 2012, debido a las exigencias de la UEFA, el Málaga CF tuvo que hacer unas pequeñas modificaciones en su estadio para poder convertirse en el denominado "Estadio UEFA" para poder albergar en el mismo encuentros de la UEFA Champions League. El aforo pasó a ser de 30.044 asientos.

## Datos del club

### Trayectoria y palmarés resumido
- 20 temporadas en Primera División
- 31 temporadas en Segunda División
- 0 temporadas en Segunda División B
- 9 temporadas en Tercera División

| Competición nacional                   | Títulos                                          | Subcampeonatos                                   |
| -------------------------------------- | ------------------------------------------------ | ------------------------------------------------ |
| Segunda División de España (3)         | 1951/52 (Grupo II), 1966/67 (Grupo II), 1987/88. | 1948/49, 1961/62, 1964/65, 1969/70, 1978/79. (5) |
| Copa Presidente FEF (Segunda División) | 1940                                             |                                                  |
| Copa Federación                        | 1947                                             |                                                  |

| Competición internacional | Títulos | Subcampeonatos |
| ------------------------- | ------- | -------------- |

| Torneos amistosos              | Títulos                             | Subcampeonatos                                            |
| ------------------------------ | ----------------------------------- | --------------------------------------------------------- |
| Trofeo Costa del Sol (3)       | 1963, 1971, 1974.                   | 1962, 1964, 1970, 1972, 1973, 1975, 1976, 1977, 1980. (9) |
| Trofeo Ciudad de Marbella (6)  | 1975, 1978, 1982, 1983, 1988, 1991. |                                                           |
| Trofeo Los Cármenes (3)        | 1979, 1984, 1991.                   | 1974, 1978, 1989. (3)                                     |
| Trofeo del Olivo (0)           |                                     | 1982. (1)                                                 |
| Trofeo de la Vendimia (1)      | 1965.                               | 1980. (1)                                                 |
| Trofeo Ciudad de La Línea (1)  | 1976.                               |                                                           |
| Trofeo Ciudad de Ceuta (1)     | 1983.                               |                                                           |
| Trofeo Balompédica Linense (1) | 1991.                               |                                                           |

Nota: Los trofeos ganados por el club como Club Deportivo Málaga fueron custodiados por la Diputación de Málaga tras la refundación del club en 1992, para posteriormente retornar nuevamente al club en su condición actual de Málaga Club de Fútbol.
1. ↑  Se incluyen dentro de este trofeo las distintas denominaciones del mismo (Trofeo Semana del Sol-Triangular de Marbella -hasta 1978- y Trofeo Ciudad de Marbella).
2. ↑  Se incluyen dentro de este trofeo las distintas denominaciones del mismo (Trofeo Granada, Trofeo Ciudad de la Alhambra, Trofeo Ciudad de Granada, Trofeo Granada-Alhambra y Trofeo Los Cármenes).

## Uniforme
El uniforme del C. D. Málaga evolucionó desde camiseta albiceleste con pantalón negro, pasando por camiseta blanquiazul y pantalón azul, hasta camiseta albiceleste y pantalón celeste.
Primer uniforme: Tradicionalmente, camiseta albiceleste, pantalón celeste o azul marino y medias blancas, azules o celestes.
Uniforme alternativo: Tradicionalmente, camiseta, pantalón y medias negras.

### Evolución del uniforme malaguista hasta 1992
| 1941-1942 | Archivo:Kit body malaga1942-43.ª.png 1942-1948 | Archivo:Kit body malaga1942-43.ª.png 1948-1956 | 1956-1961 | 1961-1963 | 1963-1964 | 1964-1972 | 1972-1978 | 1978-1979 |
| 1979-1980 | 1981-1982                                      | 1982-1983                                      | 1983-1984 | 1984-1986 | 1986-1988 | 1988-1989 | 1989-1990 | 1990-1992 |

## Jugadores
| - Sebastián Viberti - Raúl Castronovo - Cyril Makanaky - Albeiro Usuriaga - John Lauridsen - Abdallah Ben Barek - Antonio Cabral - Sebastián Fleitas - Pedro Bazán | - Juan Antonio Deusto - Jesús Garay - Pedro Jaro - Juanito - Antonio Mata - Migueli - Manuel Velázquez - Esteban Vigo - Gustavo Matosas |

## Entrenadores
Destacados:
- Sabino Barinaga
- Ricardo Zamora
- Domènec Balmanya
- Helenio Herrera
- Jenő Kálmár
- Ladislao Kubala
- Marcel Domingo
- Antonio F. Benítez
- Abdallah Ben Barek
- Nene Montero

## Enlaces de interés
- Sitio web oficial del Málaga CF
- Espacio en Facebook, del Málaga CF Sports Bar
- futbolinspain.com, base de datos y escudos de los clubes españoles, sección clubes de Málaga
- Escudo del club, con la anterior denominación, Club Deportivo Malacitano.